# Rallye Monte Carlo 2001

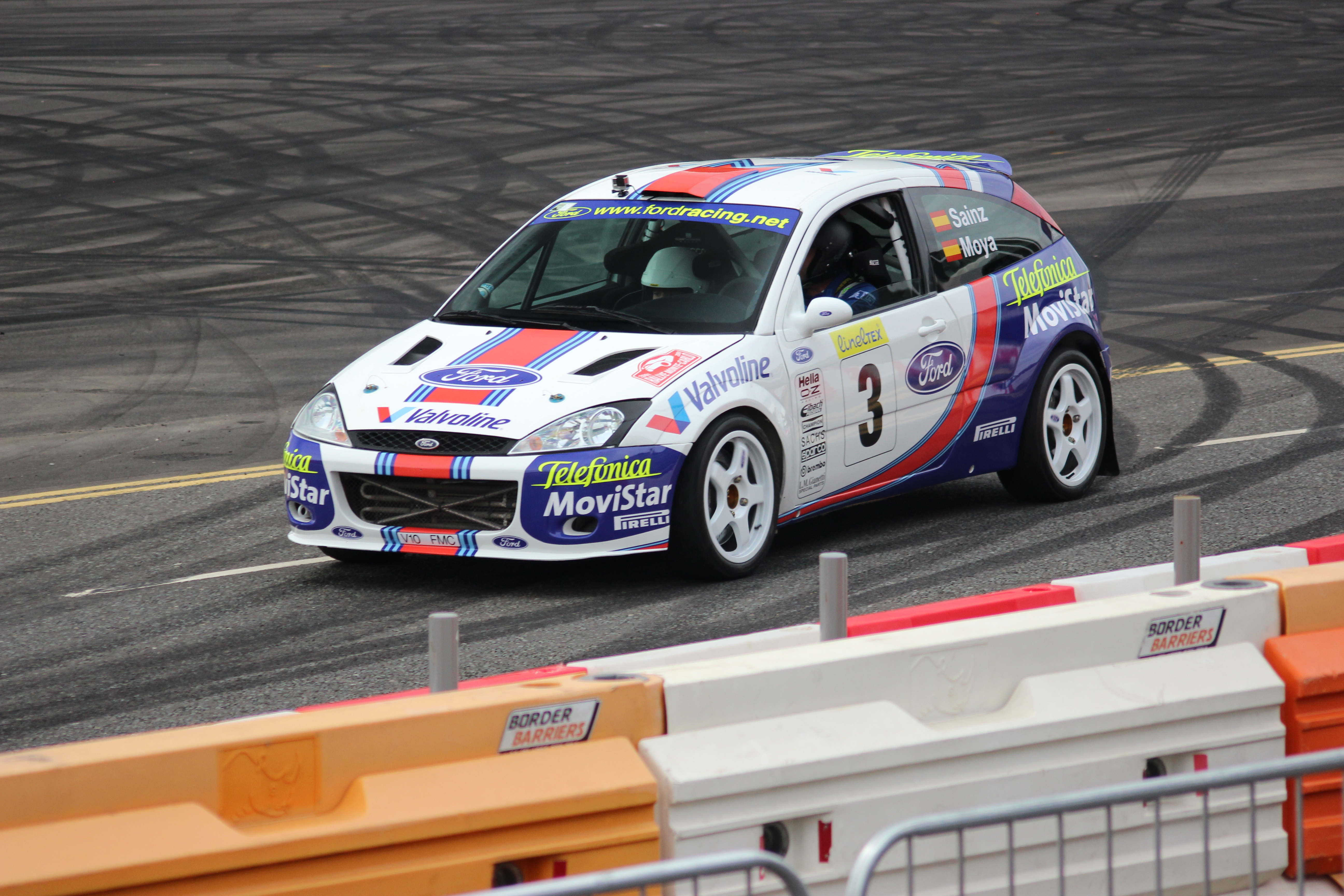
Carlos Sainz mit dem Ford Focus RS WRC aus dem Jahr 2001.

Die 69. Rallye Monte Carlo war der 1. Lauf zur Rallye-Weltmeisterschaft 2001. Sie fand vom 19. bis zum 21. Januar in der Region von Monaco statt. Von den 15 geplanten Wertungsprüfungen wurde eine (10) abgesagt.

## Klassifikationen

### Endergebnis
| Rang | Fahrer              | Co-Pilot           | Auto                         | Zeit (Std./Min./Sek.) | Rückstand Sieger (Min./Sek.) Rückstand V (Min./Sek.) |
| ---- | ------------------- | ------------------ | ---------------------------- | --------------------- | ---------------------------------------------------- |
| 1    | Tommi Mäkinen       | Risto Mannisenmäki | Mitsubishi Lancer Evo 6.5    | 4:38:04.3             | 00:00.0                                              |
| 2    | Carlos Sainz senior | Luis Moya          | Ford Focus RS WRC            | 4:39:05.1             | 01:00.8                                              |
| 3    | François Delecour   | Daniel Grataloup   | Ford Focus RS WRC            | 4:40:09.6             | 02:05.3 01:04.5                                      |
| 4    | Armin Schwarz       | Manfred Hiemer     | Škoda Octavia WRC Evo2       | 4:40:30.3             | 02:26.0 00:20.7                                      |
| 5    | Toni Gardemeister   | Paavo Lukander     | Peugeot 206 WRC              | 4:43:56.4             | 05:52.1 03:26.1                                      |
| 6    | Freddy Loix         | Sven Smeets        | Mitsubishi Carisma GT Evo VI | 4:44:30.2             | 06:25.9 00:33.8                                      |
| 7    | Alister McRae       | David Senior       | Hyundai Accent WRC           | 4:47:08.3             | 09:04.0 02:38.1                                      |
| 8    | Bruno Thiry         | Stéphane Prévot    | Škoda Octavia WRC Evo2       | 4:51:59.3             | 13:55.0 04:51.0                                      |
| 9    | Olivier Gillet      | Freddy Delorme     | Mitsubishi Lancer Evo VI     | 4:54:28.2             | 16:23.9 02:28.9                                      |
| 10   | Manfred Stohl       | Peter Müller       | Mitsubishi Lancer Evo VI     | 4:55:54.6             | 17:50.3 01:26.4                                      |

Insgesamt wurden 27 von 56 gemeldeten Fahrzeuge klassiert:

### Wertungsprüfungen
| Tag            | WP                     | Name                       | Länge    | Start MESZ          | Gewinner            | Co-Pilot                  | Auto                      | Zeit          | Leader            |
| Tag 1 19. Jan. |                        |                            |          |                     |                     |                           |                           |               |                   |
| -------------- | ---------------------- | -------------------------- | -------- | ------------------- | ------------------- | ------------------------- | ------------------------- | ------------- | ----------------- |
| Tag 1 19. Jan. | WP1                    | Roquesteron 1              | 22,89 km | 10:03               | Toni Gardemeister   | Paavo Lukander            | Peugeot 206 WRC           | 20:48.9       | Toni Gardemeister |
| Tag 1 19. Jan. | WP2                    | Saint Pierre – Entrevaux 1 | 30,34 km | 10:46               | Hermann Gassner     | Siegfried Schrankl        | Proton Pert               | 25:38.5       | Didier Auriol     |
| Tag 1 19. Jan. | WP3                    | Roquesteron 2              | 22,89 km | 13:19               | François Delecour   | Daniel Grataloup          | Ford Focus RS WRC         | 18:32.7       | Didier Auriol     |
| Tag 1 19. Jan. | WP4                    | Saint Pierre – Entrevaux 2 | 30,34 km | 14:02               | Colin McRae         | Nicky Grist               | Ford Focus RS WRC         | 22:10.4       | Colin McRae       |
| Tag 1 19. Jan. | WP5                    | Comps – Castellane 1       | 20,53 km | 17:03               | Tommi Mäkinen       | Risto Mannisenmäki        | Mitsubishi Lancer Evo 6.5 | 13:45.4       | Colin McRae       |
| Tag 1 19. Jan. | WP6                    | Clumanc – Lambruisse 1     | 14,75 km | 18:09               | Carlos Sainz senior | Luis Moya                 | Ford Focus RS WRC         | 10:32.5       | Colin McRae       |
| Tag 2 20. Jan. |                        |                            |          |                     |                     |                           |                           |               | Colin McRae       |
| WP7            | Turriers               | 24,12 km                   | 09:53    | Tommi Mäkinen       | Risto Mannisenmäki  | Mitsubishi Lancer Evo 6.5 | 17:31.1                   |               | Colin McRae       |
| WP8            | Sisteron – Thoard 1    | 36,69 km                   | 11:06    | Tommi Mäkinen       | Risto Mannisenmäki  | Mitsubishi Lancer Evo 6.5 | 26:02.3                   |               | Colin McRae       |
| WP9            | Clumanc – Lambruisse 2 | 14,75 km                   | 13:34    | François Delecour   | Daniel Grataloup    | Ford Focus RS WRC         | 10:25.1                   | Tommi Mäkinen |                   |
| WP10           | Comps – Castellane 2   | 20,53 km                   | 15:07    | abgesagt            | abgesagt            | abgesagt                  | abgesagt                  | Tommi Mäkinen |                   |
| WP11           | Sisteron – Thoard 2    | 36,69 km                   | 18:00    | Colin McRae         | Nicky Grist         | Ford Focus RS WRC         | 26:22.1                   | Colin McRae   |                   |
| Tag 3 20. Jan. |                        |                            |          |                     |                     |                           |                           | Colin McRae   |                   |
| WP12           | Sospel – La Bollène 1  | 32,72 km                   | 09:08    | Freddy Loix         | Sven Smeets         | Mitsubishi Lancer Evo VI  | 28:19.0                   | Colin McRae   |                   |
| WP13           | Loda – Lucéram 1       | 16,55 km                   | 10:03    | Tommi Mäkinen       | Risto Mannisenmäki  | Mitsubishi Lancer Evo 6.5 | 14:57.6                   | Colin McRae   |                   |
| WP14           | Sospel – La Bollène 2  | 32,72 km                   | 12:28    | François Delecour   | Daniel Grataloup    | Ford Focus RS WRC         | 26:24.6                   | Colin McRae   |                   |
| WP15           | Loda – Lucéram 2       | 16,55 km                   | 13:23    | Carlos Sainz senior | Luis Moya           | Ford Focus RS WRC         | 14:09.5                   | Colin McRae   |                   |

### Gewinner Wertungsprüfungen
| WP          | Anzahl | Fahrer            | Auto                     |
| ----------- | ------ | ----------------- | ------------------------ |
| 5, 7, 8, 13 | 4      | Tommi Mäkinen     | Mitsubishi Lancer Evo VI |
| 3, 9, 14    | 3      | François Delecour | Ford Focus RS WRC        |
| 4, 11       | 2      | Colin McRae       | Ford Focus RS WRC        |
| 6, 15       | 2      | Carlos Sainz      | Ford Focus RS WRC        |
| 1           | 1      | Tony Gardemeister | Peugeot 206 WRC          |
| 2           | 1      | Hermann Gassner   | Proton Pert              |
| 12          | 1      | Freddy Loix       | Mitsubishi Lancer Evo VI |

### Fahrer-Weltmeisterschaft
| Pos. | Fahrer            | Punkte |
| ---- | ----------------- | ------ |
| 1    | Tommi Mäkinen     | 10     |
| 2    | Carlos Sainz      | 6      |
| 3    | François Delecour | 4      |
| 4    | Armin Schwarz     | 3      |
| 5    | Tony Gardemeister | 2      |

### Herstellerwertung
| Pos. | Team       | Punkte |
| ---- | ---------- | ------ |
| 1    | Mitsubishi | 13     |
| 2    | Ford       | 6      |
| 3    | Škoda      | 5      |
| 4    | Hyundai    | 2      |